# Umělá družice

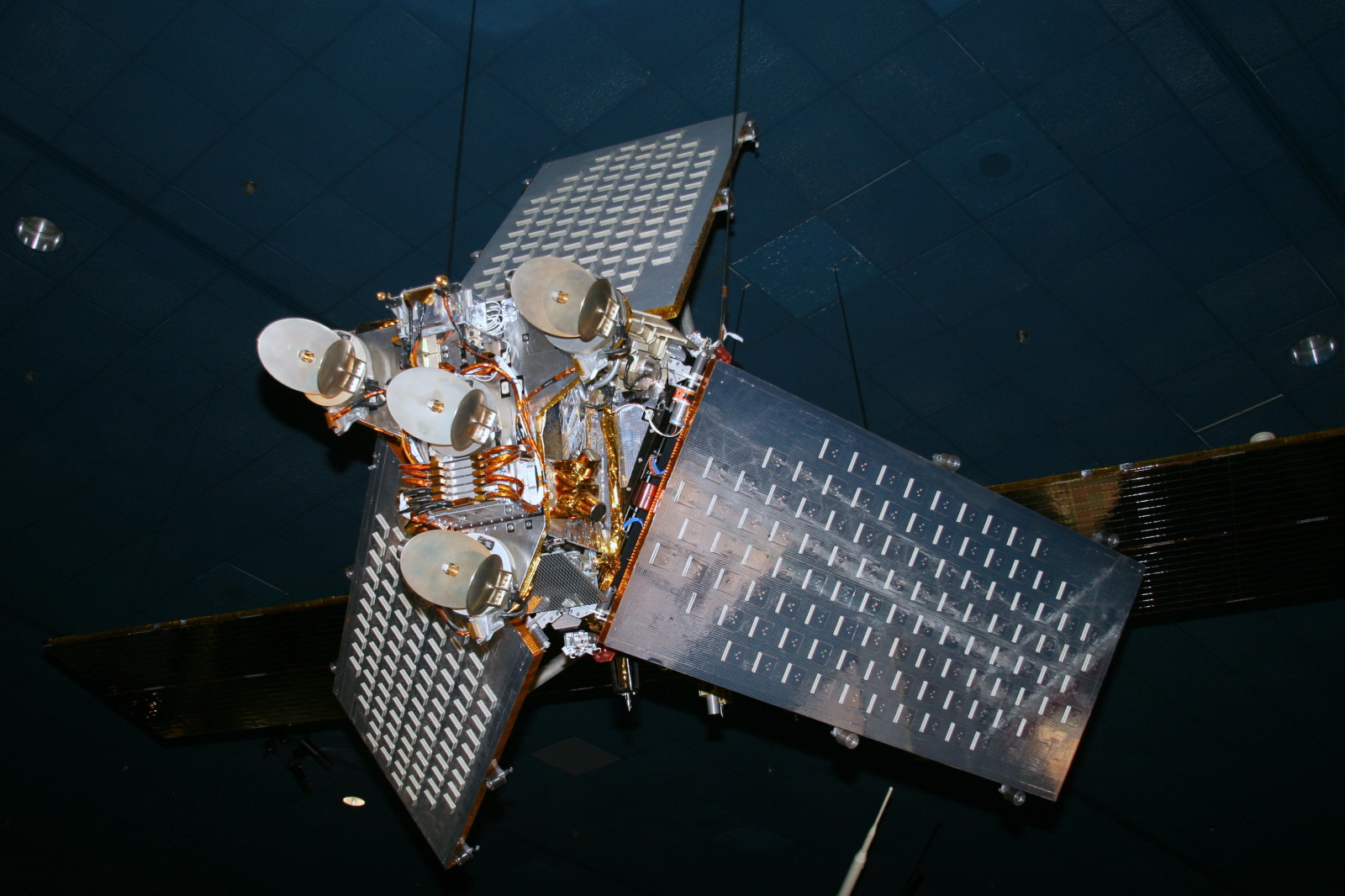
Satelit Iridium první generace

Umělá družice (umělý satelit) je umělé kosmické těleso, které se pohybuje v prvním přiblížení po uzavřené křivce (oběžné dráze, přibližně po elipse) kolem přirozeného kosmického tělesa, např. planety nebo jejího měsíce, na rozdíl od kosmických sond, pohybujících se na počátku jejich letu v gravitačním poli Země po otevřených křivkách (po parabole nebo hyperbole).
Podle specifických vlastností oběžných drah umělých družic se jako zvláštní podkategorie rozeznávají družice stacionární, polární a heliosynchronní.

## Druhy družic

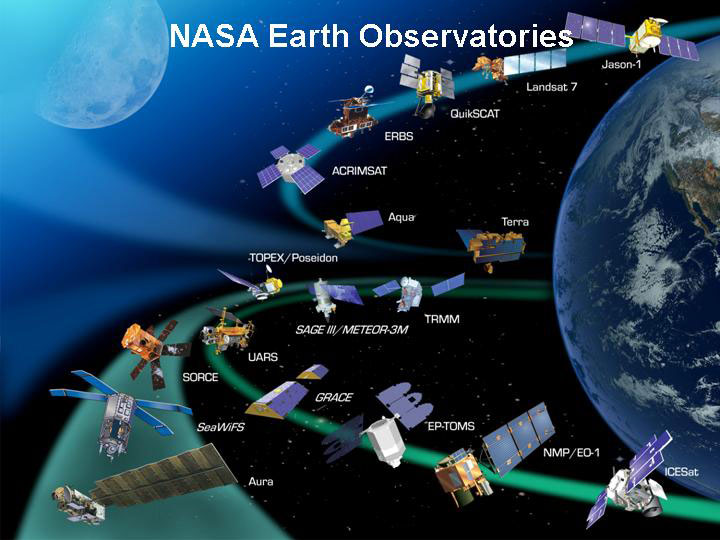
Umělé družice amerického Národního úřadu pro letectví a kosmonautiku zkoumající Zemi

Umělé družice se rozdělují do kategorií zejména právě podle centrálního tělesa, kolem něhož se pohybují, tedy např. umělé družice Země, umělé družice Měsíce, umělé družice Marsu atd. Umělá kosmická tělesa, pohybující se po eliptických drahách kolem Slunce, se sice v počátcích kosmonautiky nazývala analogicky umělé družice Slunce nebo umělé planetky, ale později se pro ně vžilo spíše označení meziplanetární sondy, případně planetární sondy.

### Družice podle účelu
Jiné dělení vychází z hlavního účelu umělých družic, podle kterého je lze rozdělit na:
- Vědecké družice
  - Astronomické – některé družice obsahují dalekohledy, které daleko lépe vidí do vesmíru než ty na Zemi, protože jim nebrání zemská atmosféra
  - Geofyzikální
  - Geodetické
  - Biologické – ze snímků družic je vidět, jaká bude úroda plodin v různých oblastech a díky tomu se může připravit potravinová pomoc, aby se zabránilo hladu. Také je vidět nadměrné kácení lesů a pralesů nebo jejich odumírání v důsledku špatného ovzduší. Navíc se takto dají objevit ložiska důležitých nerostů
- Vojenské a špionážní družice – lze zjistit věci, které by chtěly jiné státy utajit; raketové základny, vojenská zařízení, přesuny vojsk. Tyto družice jsou schopny rozeznat jednotlivé lidi na zemi nebo odposlouchávat rádiové vlny, kterými se nepřátelé domlouvají. Je tedy nemožné, aby některé státy nepozorovaně připravily válku nebo napadení jiného státu, a proto jsou tyto družice nesmírně cenné
- Navigační družice – viz Globální družicový polohový systém
- Meteorologické družice
- Radioamatérské družice
- Telekomunikační družice, dříve nazývané jen komunikační

### Družice podle konstrukce a hmotnosti
- Klasická – řádově tuny, mnohaúčelové, servisovatelné, manévrovatelné: schopné přesunů mezi orbitami.
- Minisatelit – jednotky až stovky kg; jednoúčelové, neservisovatelné, jednotky kusů.
- Mikrosatelit – kilogramy nebo jen gramy; jednoúčelové, jednorázové. Může jít i jen o pouhé desky tištěných spojů, typicky s drátovou anténou. Vyrobené v sériích desítek až desetitisíců kusů, tedy s uplatněním úspor z rozsahu. Vypouštěny kaskádovitě, ne rovnou z nosiče: v balících mnoha kusů, teprve z nich mechanicky uvolňovány. Počítá se se ztrátovostí, se statistikou životnosti: povolené ztráty. Kritizovány jako zdroj kosmického smetí: i vyprázdněný balík.[ujasnit] Viz Starlink a školní satelity.

## Oběžné dráhy
Rozdělení podle výšky oběžné dráhy:
- GEO (geostacionární oběžná dráha Geostationary Earth Orbit) nehybné vzhledem k zemskému povrchu, výška 36 000 km
- MEO (střední oběžná dráha) s oběhem 4–6× denně, ve výškách 1200 – 35 286 km nad zemským povrchem
- LEO (nízká oběžná dráha) s dobou oběhu 80–130 minut, ve výšce 200–1200 km nad zemí

## Poloha družice
V případě, že zanedbáme gravitační vliv ostatních těles a považujeme gravitační pole Země za sféricky symetrické, pohybuje se družice okolo Země po elipse, v jejímž ohnisku se nachází těžiště Země (1. Keplerův zákon). Polohu družice vůči Zemi proto popisujeme tak, že stanovíme polohu elipsy vůči Zemi, tvar elipsy a pak polohu družice na elipse.

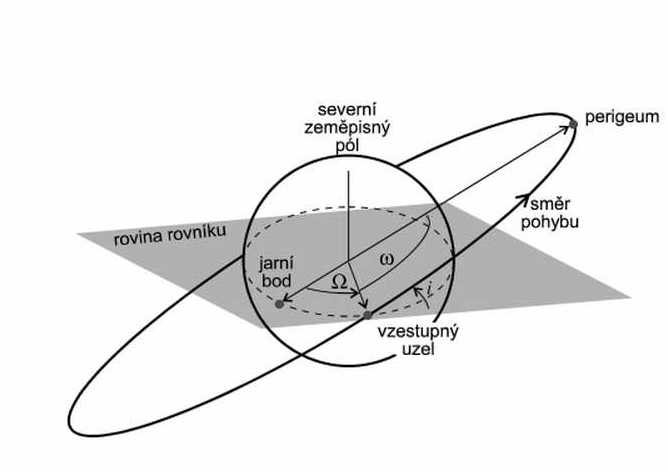
Dráha družice

Polohu elipsy vůči Zemi charakterizují tři úhly (viz obrázek):
- inklinace {\displaystyle i}, což je úhel mezi rovinou rovníku a severní polorovinou dráhy
- rektascenze {\displaystyle \Omega }, což je úhel mezi směrem k jarnímu bodu (průsečík roviny rovníku s ekliptikou, v němž je Slunce v okamžiku jarní rovnodennosti) a směrem k vzestupnému uzlu (průsečík roviny rovníku s rovinou dráhy, v němž přechází dráha z jižní do severní poloroviny)
- argument perigea {\displaystyle \omega } , což je úhel mezi směrem k vzestupnému uzlu a směrem k perigeu (bod dráhy nejblíže k těžišti Země).

Tvar elipsy vyjadřují buď její poloosy nebo hlavní poloosa {\displaystyle A} dráhy a excentricita {\displaystyle e}.
K tomu, abychom pro určitý čas t určili polohu družice na elipse, stačí znát polohu družice v nějakém jiném čase, protože pohyb družice je plně dán 2. Keplerovým zákonem (plocha opsaná průvodičem za jednotku času je konstantní) a 3. Keplerovým zákonem (poměr třetí mocniny hlavní poloosy a druhé mocniny oběžné doby je konstantní).

## Historie umělých družic
Poprvé o vypouštění satelitů na oběžnou dráhu psal Edward Everett Hale v povídce The Brick Moon. Příběh též začal vycházet v roce 1869 jako seriál v měsíčníku The Atlantic Monthly. Myšlenka vypouštění satelitů na oběžnou dráhu se vrací roku 1879 v knize Julese Verna Ocelové Město.
V roce 1903 Konstantin Eduardovič Ciolkovskij (1857–1935) publikoval spis Výzkum světových prostorů reaktivními přístroji (rusky Исследование мировых пространств реактивными приборами). Byla to první akademické pojednání o raketové technice schopné vynést těleso na oběžnou dráhu. Jako jednu z variant použitého paliva navrhoval použití kapalného vodíku a kapalného kyslíku. Během celého života publikoval přes 500 prací týkající se kosmických letů vesmírem a příbuzných oblastí, včetně románů science fiction. Mezi jeho práce patří návrhy raket, pomocných raket, kosmických stanic, vzduchových uzávěrů pro výstup z kosmické lodě a řada dalších. Zajímal se i o stravování a řešení problémům s kyslíkem na vesmírných koloniích. Od kosmonautiky není daleko k letectví, takže není překvapením, že jisté úsilí věnoval i tomuto oboru. Zajímavostí je, že tyto kalkulace prováděl ve stejnou dobu jako bratři Wrightové.
V roce 1928 Herman Potočnik (1892–1929) publikoval svou první a zároveň poslední knihu Problém letu vesmírem – raketový motor (německy Das Problem der Befahrung des Weltraums - der Raketen Motor). V ní podrobně představil kosmickou stanici a navrhl její umístění na geostacionární dráze. Stanici považoval pro lidstvo za velmi přínosnou především v mírovém nasazení.
V roce 1945 anglický spisovatel science fiction Arthur C. Clarke (narozen 1917) popsal detailně možnost použití družic pro hromadné sdělovací prostředky. Clarke zkoumal operativní zabezpečení ostrovního systému. Podle jeho vize by dostačovalo vypustit na oběžnou dráhu tři družice pro pokrytí celé naší planety.
První umělou družicí Země se stal Sputnik 1, vypuštěný z kosmodromu Bajkonur 4. října 1957.
Umělé družice je na oběžnou dráhu Země schopno vypouštět pouze několik zemí:
| Stát                             | Rok startu  | Kosmodrom                 | Nosná raketa       | Družice                 |
| -------------------------------- | ----------- | ------------------------- | ------------------ | ----------------------- |
| Sovětský svaz (resp. dnes Rusko) | 1957 (1992) | Bajkonur (Pleseck)        | Sputnik (Sojuz U)  | Sputnik 1 (Kosmos 2175) |
| Spojené státy                    | 1958        | Cape Canaveral            | Juno I (Jupiter-C) | Explorer 1              |
| Francie                          | 1965        | Hammaguir                 | Diamant A          | Asterix                 |
| Japonsko                         | 1970        | Kagošima                  | Lambda 4S          | Ósumi                   |
| Čína                             | 1970        | Ťiou-čchuan               | Čchang Čeng CZ-1   | Tung-fang-chung 1       |
| Spojené království               | 1971        | Woomera                   | Black Arrow        | Prospero X-3            |
| Indie                            | 1980        | Šríharikota               | SLV-03             | Rohini                  |
| Izrael                           | 1988        | Palmachim                 | Šavit              | Ofek-1                  |
| Ukrajina                         | 1991 (1995) | Pleseck                   | Cyklon 3           | Strela 3 (Sič 1)        |
| Írán                             | 2009        | Semnán                    | Safir 2            | Omid 1                  |
| Severní Korea                    | 2012        | Sohae                     | Unha-3             | Kwangmyŏngsŏng-3        |
| Jižní Korea                      | 2013        | Naro Space Center         | Naro-1             | STSAT-2C                |
| Nový Zéland                      | 2018        | Rocket Lab Launch Complex | Electron           | CubeSat                 |

Zkonstruovat umělou družici je snadnější než postavit nosnou raketu a kosmodrom. Států a organizací, které mají (měly) družici na oběžné dráze Země je proto více:
| Země                    | Rok         | Družice                   | Družic na oběžné dráze 2010/2011 (aktivních i neaktivních) |
| ----------------------- | ----------- | ------------------------- | ---------------------------------------------------------- |
| Sovětský svaz ( Rusko)  | 1957 (1992) | Sputnik 1 (Kosmos 2175)   | 1437                                                       |
| USA                     | 1958        | Explorer 1                | 1099                                                       |
| Kanada                  | 1962        | Alouette 1                | 32                                                         |
| Spojené království      | 1962        | Ariel 1                   | 29                                                         |
| Itálie                  | 1964        | San Marco 1               | 17                                                         |
| Francie                 | 1965        | Astérix                   | 49                                                         |
| Austrálie               | 1967        | WRESAT                    | 11                                                         |
| Německo                 | 1969        | Azur                      | 42                                                         |
| Japonsko                | 1970        | Ósumi                     | 126                                                        |
| Čína                    | 1970        | Tung-fang-chung 1         | 111                                                        |
| Polsko                  | 1973        | Kopernik 500              | 1                                                          |
| Nizozemsko              | 1974        | ANS                       | 5                                                          |
| Španělsko               | 1974        | Intasat                   | 9                                                          |
| Indie                   | 1975        | Árjabhata                 | 45                                                         |
| Indonésie               | 1976        | Palapa A1                 | 10                                                         |
| Československo          | 1978        | Magion 1                  | 5                                                          |
| Bulharsko               | 1981        | Bolgaria 1300             | 1                                                          |
| Brazílie                | 1985        | Brasilsat A1              | 11                                                         |
| Mexiko                  | 1985        | Morelos 1                 | 7                                                          |
| Švédsko                 | 1986        | Viking                    | 11                                                         |
| Izrael                  | 1988        | Ofek-1                    | 10                                                         |
| Lucembursko             | 1988        | Astra 1A                  | 15                                                         |
| Argentina               | 1990        | Lusat                     | 10                                                         |
| Pákistán                | 1990        | Badr-1                    | 5                                                          |
| Jižní Korea             | 1992        | Kitsat A                  | 12                                                         |
| Portugalsko             | 1993        | PoSAT-1                   | 1                                                          |
| Thajsko                 | 1993        | Thaicom 1                 | 6                                                          |
| Turecko                 | 1994        | Turksat 1B                | 5                                                          |
| Ukrajina                | 1995        | Sič-1                     | 6                                                          |
| Chile                   | 1995        | FASat-Alfa                | 1                                                          |
| Malajsie                | 1996        | MEASAT                    | 4                                                          |
| Norsko                  | 1997        | Thor 2                    | 3                                                          |
| Filipíny                | 1997        | Mabuhay 1                 | 2                                                          |
| Egypt                   | 1998        | Nilesat 101               | 3                                                          |
| Singapur                | 1998        | ST-1                      | 3                                                          |
| Tchaj-wan               | 1999        | ROCSAT-1                  | 9                                                          |
| Dánsko                  | 1999        | Ørsted                    | 4                                                          |
| Jižní Afrika            | 1999        | SUNSAT                    | 2                                                          |
| Saúdská Arábie          | 2000        | Saudisat 1A               | 12                                                         |
| Spojené arabské emiráty | 2000        | Thuraya 1                 | 3                                                          |
| Maroko                  | 2001        | Maroc-Tubsat              | 1                                                          |
| Alžírsko                | 2002        | Alsat 1                   | 1                                                          |
| Řecko                   | 2003        | Hellas Sat 2              | 2                                                          |
| Kypr                    | 2003        | Hellas Sat 2              | 2                                                          |
| Nigérie                 | 2003        | Nigeriasat 1              | 4                                                          |
| Írán                    | 2005        | Sina-1                    | 4                                                          |
| Kazachstán              | 2006        | KazSat 1                  | 2                                                          |
| Bělorusko               | 2006        | BelKA                     | 1                                                          |
| Kolumbie                | 2007        | Libertad 1                | 1                                                          |
| Mauricius               | 2007        | Rascom-QAF 1              | 2                                                          |
| Vietnam                 | 2008        | VINASAT-1                 | 1                                                          |
| Venezuela               | 2008        | Venesat-1                 | 1                                                          |
| Švýcarsko               | 2009        | SwissCube-1               | 1                                                          |
| Maďarsko                | 2012        | MaSat-1                   |                                                            |
| Polsko                  | 2012        | PW-Sat                    |                                                            |
| Rumunsko                | 2012        | Goliat                    |                                                            |
| Bělorusko               | 2012        | BKA (BelKA-2)             |                                                            |
| Severní Korea           | 2012        | Kwangmyŏngsŏng-3 Unit 2   |                                                            |
| Ázerbájdžán             | 2013        | Azerspace                 |                                                            |
| Rakousko                | 2013        | TUGSAT-1/UniBRITE         |                                                            |
| Bermudy                 | 2013        | Bermudasat 1              |                                                            |
| Ekvádor                 | 2013        | NEE-01 Pegaso             |                                                            |
| Estonsko                | 2013        | ESTCube-1                 |                                                            |
| Katar                   | 2013        | Es'hailSat1               |                                                            |
| Peru                    | 2013        | PUCPSAT-1                 |                                                            |
| Bolívie                 | 2013        | TKSat-1                   |                                                            |
| Lotyšsko                | 2014        | LituanicaSAT-1 a LitSat-1 |                                                            |
| Belgie                  | 2014        | QB50P1 a QB50P2           |                                                            |
| Uruguay                 | 2014        | Antelsat                  |                                                            |
| Irák                    | 2014        | Tigrisat                  |                                                            |
| Turkmenistán            | 2015        | TurkmenAlem52E/MonacoSAT  |                                                            |
| Laos                    | 2015        | Laosat-1                  |                                                            |
| Finsko                  | 2017        | Aalto-2                   |                                                            |
| Bangladéš               | 2017        | BRAC Onnesha              |                                                            |
| Ghana                   | 2017        | GhanaSat-1                |                                                            |
| Mongolsko               | 2017        | Mazaalai                  |                                                            |
| Litva                   | 2017        | Venta-1                   |                                                            |
| Slovensko               | 2017        | skCUBE                    |                                                            |
| Angola                  | 2017        | AngoSat-1                 |                                                            |
| Nový Zéland             | 2018        | Humanity Star             |                                                            |
| Kostarika               | 2018        | Proyecto Irazú            |                                                            |
| Keňa                    | 2018        | 1KUNS-PF                  |                                                            |
| Bhútán                  | 2018        | BHUTAN-1                  |                                                            |
| Jordánsko               | 2018        | JY1-SAT                   |                                                            |
| Nepál                   | 2019        | NepaliSat-1               |                                                            |
| Rwanda                  | 2019        | RWASat-1                  |                                                            |
| Súdán                   | 2019        | SRSS-1                    |                                                            |
| Etiopie                 | 2019        | ETRSS-1                   |                                                            |
| Guatemala               | 2020        | Quetzal-1                 |                                                            |
| Slovinsko               | 2020        | TRISAT/NEMO-HD            |                                                            |
| Monako                  | 2020        | OSM-1 Cicero              |                                                            |

Dne 10. února 2009 došlo k první srážce dvou družic na oběžné dráze Země. Stalo se tak ve výšce asi 800 kilometrů nad Sibiří a srazil se při ní americký satelit komunikační firmy Iridium a nefunkční ruská vojenská družice.

## Pozorovaní
viz Záblesk družice